# ミラクルC
『ミラクルC』は、2003年10月4日から2006年3月25日までテレビ東京系列局で放送されたバラエティ番組。放送時間は毎週土曜 10:30 - 11:00 (JST) 。競輪の話題を中心に、スポーツと自転車に関する話題を提供していた。KEIRIN（日本自転車振興会、日本自転車普及協会）の一社提供。

## 概要
ミラクルCを放送開始する前は、同時間帯で中野浩一司会の番組『THE FACE アスリートの詩』が放送されていた。これはナレーションを中心とした硬派な作りの番組だったが、競輪イメージキャラクターとなったキャイ〜ンのレギュラー加入により、よりバラエティ色を強めた同番組へとリニューアルされた。
屋外ロケが結構多く、大体月に2回程度はスタジオを離れて（競輪場など様々）収録を行っていた。また、ごく稀に放送休止となる週もあった。
元々テレビ東京ではKEIRIN（日本自転車振興会、日本自転車普及協会）をスポンサーに迎え、競輪をテーマにした番組を東京福原フィルムス（後のシクロ・イマージュ）と提携して製作してきたが（過去にサム・トゥーが製作したこともあった）、この番組もその一つである。
なお、この番組を最後に、長きにわたって続いたKEIRIN提供による地上波での自転車・競輪を題材としたレギュラー番組は消滅している（この番組以降、地上波でのKEIRIN一社提供による番組はGIレース決勝戦やKEIRINグランプリ中継程度）。
過去には15分番組として『サイクルにっぽん』、『風にタッチ』、30分番組として『独占!!サイクルスポーツ』（なぎら健壱司会）、『気分走快』などが製作された。

## 出演者
- 中野浩一
- 天野ひろゆき（キャイ〜ン）
- ウド鈴木（キャイ〜ン）
- 中野佳苗

## 主なコーナー
- スタジオトーク - 基本的に競輪選手をゲストに迎えていたが、別のジャンルで活動する人物が訪れる場合もあった。
- ミラクルフラッシュ - 主に直近の開設記念レースに関する話題などを取り上げていた。
- 競輪ドキュメント - レース当日の選手の様子を伝えていた。
- 競輪レース予想
- 各種ロケ企画